# Gottlieb Polak
Gottlieb Polak (né le 13 janvier 1883 à Kladruby nad Labem, mort le 5 juillet 1942 à Vienne) était un cavalier et un maître d'équitation de l'École espagnole de Vienne des années 1920 jusqu'à son décès en 1942.
Polak nait en Bohême dans la localité de Kladruby nad Labem. Cette région est connue pour son haras et pour ses chevaux dénommé Kladruber. Fils d'un employé dans cet élevage, il passe son enfance auprès de chevaux. Son admiration pour les chevaux était telle qu'il arrête après un an sa formation à l'Académie de musique de Prague. En 1900, il devient élève dans le haras de Kladrub. En 1902, il entre dans l'écurie impériale de Vienne. Après son service militaire dans le 11e régiment de lanciers à Pardubice de 1904 à 1907, il est transféré en 1908 dans l'école d'équitation du Hofburg (Hofstallungen) à Vienne où il sert l'archiduc François-Ferdinand d'Autriche.
Polak est un cavalier doué et en 1917, il est admis à la célèbre École espagnole de Vienne en tant qu'eleve (Reitskolar). En 1920, il est promu Écuyer (Bereiter), en 1927 Écuyer en Chef (Oberbereiter) et en 1941 Premier Écuyer en Chef (Erster Oberbereiter). Finalement, il devient le premier « Maître d'équitation » (Reitmeister) de l'école, le titre venant d'être créé.
Le travail de dressage de Polak sera récompensé de l'insigne allemand d'équitation en échelon d'or (Reitabzeichen in Gold) et l'Ordre de Vasa suédois. Son étudiant le plus connu fut Alois Podhajsky, qui deviendra ensuite le directeur de l'École espagnole. Podhajsky s'entraine à cette école avant de participer à l'épreuve d'équitation durant les jeux olympiques d'été de 1936 à Berlin.
Le 10 mai 1942, alors que Polak commence un spectacle en montant le jeune étalon Pluto Theodorosta, il tombe inconscient du cheval probablement à la suite d'une attaque cardiaque,. Il décèdera le 5 juillet 1942.

### Source
- (de) Cet article est partiellement ou en totalité issu de l’article de Wikipédia en allemand intitulé « Gottlieb Polak » (voir la liste des auteurs).
- Podhajsky, Alois. Deutsche Reiterhefte, Berlin: 17 juillet 1942.